# Huan Fan
Huan Fan (? - 249) était ministre de l'Agriculture du royaume de Wei et un partisan du régent-maréchal Cao Shuang lors de la période des Trois Royaumes en Chine antique. 

## Biographie
Il fut un homme d’une grande intelligence et d’une perspicacité remarquable surnommé le « Sac à sagesse ». Faisant partie de l’entourage de Cao Shuang, il avertit ce dernier du danger que représentait la grande fréquence de ses excursions de chasse alors que ces absences de la capitale pourraient servir d’opportunités pour ses ennemis politiques. Il s’opposa aussi à sa visite au tombeaux de Gaoping mais, ces mises en garde ne furent pas écoutés. 
Conséquemment, en l’an 249, Sima Yi mena son coup d’État à Luoyang et Huan Fan s’enfuit de la capitale pour aller rejoindre Cao Shuang. Il lui suggéra ensuite de s’établir avec l’empereur Cao Fang à Xuchang et de combattre Sima Yi plutôt que de se rendre. Toutefois, son conseil ne fut pas suivi et Cao Shuang rendit les armes. 
Dans un état de grande tristesse, Huan Fan rentra lui aussi à Luoyang et fut jeté en prison par Sima Yi, puis exécuté peu après. 